# Nödmynt
Nödmynt eller mynttecken var mynt där det nominella värdet var större än metallvärdet (även kallat skiljemynt eller kreditmynt, detta är idag det vanliga). Nödmynt var avsedda att vara tillfälliga och ett nödmynt var tänkt att, när statens finanser slutligen tillät det, kunna inlösas mot ett "gott mynt" (värdemynt). Nödmyntet var en slags metallisk statsobligation, som senare skulle inlösas. Med avvecklandet av guldmyntfoten och silverinnehållet i mynt under 1900-talet har kopplingen till myntets metallvärde upphört och de flesta mynt av högre valör kan sägas vara mynttecken, men begreppet används ej.
Som nödmynt räknas de så kallade belägringsmynten, slagna i belägrade städer, exempelvis de som slogs av Danmark i det 1677 av svenskarna belägrade Kristianstad.
Nödmynt kallas även ibland första och andra världskrigen präglade mynten av järn, zink eller aluminium.

## Nödmynt i Sverige
I Sverige avses med nödmynt de kreditmynt som präglades under Karl XII:s regering, åren 1715 till 1719. Georg Heinrich von Görtz, kungens rådgivare, fick i uppdrag att förbättra den svenska ekonomin då Karl XII behövde 40 miljoner daler silvermynt till sin nya armé (den tredje) för att kriga mot Norge. Görtz kunde inte beskatta folket mer, utan drog in alla koppar- och silvermynt, och gav istället ut nödmynten.
Mynten skulle vardera motsvara värdet på 1 daler silvermynt men de var i själva verket kopparmynt av femte storleken (se skalan i artikeln medalj), med vikter mellan 3,6 och 7,2 gram. För att motsvara metallvärdet skulle de behövt väga 756 gram. Det var tänkt att varje ny typ av nödmynt skulle inlösas av staten med ett nytt nödmynt som därefter skulle gälla som betalningsmedel. I slutändan skedde inte detta utan det cirkulerade flera olika nödmynt samtidigt.
Myntämnena tillverkades i Avesta och präglades i Stockholm. De hade varken kungens namn eller Sverige inpräglat. Istället fick de en bild och namn som Flink och Färdig, Jupiter mm på åtsidan.
Staten fick nu in ädelmetaller och kunde omvandla dem till pengar utomlands. Görtz hade räknat ut att det skulle gå att göra ca 2 miljoner nödmynt, för att det insamlade metallvärdet skulle finnas kvar som säkerhet, så att lånegarantier och anseendet till den svenska staten uppehölls. Görtz åkte utomlands för att handla krigsmateriel och då präglades på kungens order fler nödmynt. Runt 1718 började nödmynten sjunka i värde, då värdet på de utgivna mynten nu motsvarade över 20 miljoner daler silvermynt.
Över 42 miljoner mynt hade tillverkats och ca 25 miljoner av dem var fortfarande i omlopp vid Karl XII:s död. Hela systemet föll ihop och Görtz fick skulden och dömdes till döden och avrättades 19 februari 1719. Det är inte belagt att Görtz var upphovsman till nödmynten, men som kungens rådgivare och ansvarig när de infördes fick han skulden för den ekonomiska katastrof som följde.
Enligt en förordning 23 april 1719 skulle alla nödmynt fram till 1 juni samma år insamlas, och ägarna ersättas med halva deras värde. Av detta värde erhöll man 2 öre silvermynt i kontanter och 14 öre silvermynt i form av skriftlig (försäkringssedel) att staten, när möjlighet fanns, skulle betala 14 öre silvermynt per daler. Alla hann inte eller hade möjligthet att registrera sina nödmynt på detta sätt. Kvarstående nödmynt gällde fortfarande för 2 öre silvermynts värde.
1723 kom en ny förordning, där de som inte erhållit försäkringssedlar 1719 nu kunde få sådana för sina mynt. Efter detta kom de i cirkulation kvarstående nödmynten från 1724 att gälla för 1 öre kopparmynt. Omkring 85 % av försäkringssedlarna kom med tiden att återbetalas, vissa dock så sent som på 1760-talet.
Många av nödmynten överpräglades under dessa år som 1 öre kopparmynt och släpptes på nytt ut i cirkulation, dessa kom att vara giltiga betalningsmedel fram till 1875.
| Utgivning        | Namn             | Antal präglade |
| ---------------- | ---------------- | -------------- |
| 19 augusti 1715  | Kronan           | 2 189 000      |
| 12 oktober 1716  | Publica Fide     | 3 808 600      |
| 8 april 1717     | Wett och Wapen   | 9 059 000      |
| 6 januari 1718   | Flink och Färdig | 7 368 000      |
| 23 juni 1718     | Jupiter          | 3 000 000      |
| 23 juni 1718     | Saturnus         | 3 000 000      |
| 23 juni 1718     | Phoebus          | 3 000 000      |
| 23 juni 1718     | Mars             | 3 000 000      |
| 23 juni 1718     | Mercurius        | 6 000 000      |
| 10 februari 1719 | Hoppet           | 1 500 000      |

## Bilder på svenska nödmynt

Kronan
Publica fide
Wett och wapen
Flink och färdig
Jupiter
Saturnus
Phoebus
Mars
Mercurius
Hoppet